# Corynoptera melanochaeta
Corynoptera melanochaeta är en tvåvingeart som beskrevs av Werner Mohrig och Menzel 1992. Corynoptera melanochaeta ingår i släktet Corynoptera och familjen sorgmyggor.
Artens utbredningsområde är Tjeckien. Arten är reproducerande i Sverige. Inga underarter finns listade i Catalogue of Life.